# フリッツ・ゼルニケ
フリッツ・ゼルニケ（Frederik ('Fritz') Zernike 、1888年7月16日 – 1966年3月10日）は、オランダの物理学者である。1953年位相差顕微鏡の発明でノーベル物理学賞を受賞した。

## 略歴
アムステルダム生まれ。アムステルダム大学で学び、1913年フローニンゲン大学（State University of Groningen）の助手になり、1920年から1958年まで同大学の教授である。1930年に反射回折格子を使った実験で光の位相位置が観測できることを発見しそれを応用した位相差顕微鏡を1936年に完成した。位相差顕微鏡は屈折率の部分的な違いを観察でき透明な試料、生きたままの微生物や医学の分野に多くつかわれるようになった。
その他の業績として、レンズの収差に関するゼルニケの多項式などがある。
1952年ランフォード・メダル、1953年ノーベル物理学賞を受賞した。